# El Bailadero
El Bailadero es una entidad de población del macizo de Anaga perteneciente administrativamente al Distrito de Anaga del municipio de Santa Cruz de Tenerife, en la isla de Tenerife —Canarias, España—.
De esta zona parten algunos caminos adaptados a la práctica del excursionismo que comunican con Taganana, Almáciga o Punta de Anaga.

## Toponimia
Sobre su nombre existen dos hipótesis: en la primera se hace derivar de «baladero», término que hace alusión al ritual propiciatorio de lluvia que según las fuentes realizaban los guanches, y que se basaba en hacer balar al ganado para así llamar la atención de las divinidades. La otra propone que se debe a que este era el lugar donde las brujas se reunían para hacer aquelarres y bailar en torno a una hoguera.

## Características
Se encuentra en el interior del macizo de Anaga, sobre la cumbre divisoria entre los valles de San Andrés y Taganana, a 21 kilómetros del centro de Santa Cruz de Tenerife y a una altitud media de 679 m s. n. m.
El caserío alcanza su altitud máxima en la elevación conocida como La Friolera, a 740 m s. n. m.
Dada su situación en la dorsal de Anaga, posee varios miradores.
Bajo el caserío se halla el Túnel de Taganana o Túnel del Bailadero, que comunica San Andrés con las poblaciones de la costa norte del macizo de Anaga.

## Demografía
| Año        | 2000 | 2001 | 2002 | 2003 | 2004 | 2005 | 2006 | 2007 | 2008 | 2009 | 2010 | 2011 | 2012 | 2013 | 2014 | 2015 | 2016 |
| ---------- | ---- | ---- | ---- | ---- | ---- | ---- | ---- | ---- | ---- | ---- | ---- | ---- | ---- | ---- | ---- | ---- | ---- |
| Habitantes | 0    | 0    | 0    | 0    | 14   | 14   | 15   | 15   | 15   | 9    | 8    | 8    | 7    | 6    | 7    | 9    | 5    |

## Historia
La zona sobre la que se encuentra El Bailadero era frecuentada ya por los guanches, pues era un importante lugar de culto, tal y como atestiguan tanto las fuentes como los hallazgos arqueológicos.
Esta zona fue un importante cruce de caminos para los habitantes del macizo de Anaga desde el siglo xvi. Por él pasaban tanto el Camino de la Cumbre que conducía desde San Cristóbal de La Laguna hasta la Punta de Anaga, como los caminos reales que, desde San Andrés, llevaban hasta Taganana.
El caserío como tal surge en la década de 1940 al instalarse en una gran casa con un restaurante y grandes huertas una familia procedente de la isla de La Gomera. 
El túnel de El Bailadero se abrió en la década de 1940.
En 1994 El Bailadero pasa a estar incluido en el espacio natural protegido del parque rural de Anaga, y en 2015 pasa a incluirse también en la Reserva de la Biosfera del Macizo de Anaga.

## Economía
Los pocos habitantes de El Bailadero se dedican a la agricultura, siendo famosas sus batatas.

## Comunicaciones
Se llega al caserío por la carretera de El Bailadero TF-123.

### Transporte público
En autobús —guagua— queda conectado mediante la siguiente línea de TITSA: 
| Línea | Trayecto                                          | Recorrido     |
| ----- | ------------------------------------------------- | ------------- |
| 077   | La Laguna - El Bailadero (por Las Mercedes)       | Horario/Línea |
| 947   | Santa Cruz - San Andrés - El Bailadero - Chamorga | Horario/Línea |

### Caminos
Por El Bailadero pasan algunos de los caminos tradicionales de Anaga, incluyéndose dos homologados en la Red de Senderos de Tenerife:
- Sendero PR-TF 4 El Bailadero - Taganana.
  - Sendero PR-TF 4.1 Derivación Playa del Roque de Las Bodegas.